# Pédery-Hunt Dóra
Pédery-Hunt Dóra (Budapest, 1913. november 16. – Toronto, 2008. szeptember 29.) szobrász, éremművész.

## Életútja
1937 és 1943 között a Magyar Iparművészeti Főiskolán tanult díszítőszobrász szakon. Mesterei Ohmann Béla, Lux Elek és Reményi József voltak. 1948 óta Kanadában élt. A Kanadai Királyi Művészeti Akadémia tagja volt. Leginkább éremművészettel foglalkozott. Pénzérméi közül a legismertebb II. Erzsébet királynő portréja a kanadai dollárokon.

## Szakirodalom
- Tűz Tamás: A "bronz költője". Krónika 1979. február